# Емил Ефтимов
Емил Василев Ефтимов е висш български военноморски офицер, адмирал.

## Биография
Роден е на 16 август 1961 г. във Варна, в семейство на потомствен офицер. Баща му,  Васил Евтимов Мочков, е кап. I ранг, командир на Свързочния полк, а по-късно началник-свръзки към Щаба на ВМС. През 1979 г. завършва с отличие математическата гимназия в родния си град, а през 1984 г. Висшето военноморско училище „Никола Вапцаров“ във Варна. Военната си кариера започва като командир на щурманска бойна част на фрегата. От 1985 до 1988 г. е командир на минно-торпедна бойна част.
От 1988 г. до 1991 г. е старши помощник командир на фрегата. От 1991 до 1992 г. е командир на фрегата.
В периода 1992 – 1994 г. учи във Военноморската академия на Русия в Санкт Петербург.
От 1994 г. до 1995 г. е дивизионен специалист по противолодъчна отбрана към Първи дивизион патрулни кораби. 
Между 1995 и 2000 г. е началник-щаб на първи дивизион патрулни кораби във Военноморската база – Варна. 
От 2001 до 2003 г. е командир на дивизиона, а от 2003 до 2004 г. е заместник-командир по подготовка на силите на Военноморската база – Варна.
През 2005 г. завършва Военноморския колеж на САЩ.
Назначен е за началник на управление „Подготовка и използване на силите“ в щаба на ВМС. От 2006 до 2009 г. е началник-щаб на Военноморската база – Варна. 
На 1 юли 2009 г. е назначен за командир на Военноморската база – Варна и удостоен с висше офицерско звание комодор.
На 3 август 2011 г. е освободен от длъжността командир на Военноморската база – Варна.
В периода 2011 – 2013 г. е заместник-директор на дирекция „Сътрудничество и регионална сигурност“ в Международния военен щаб на НАТО, помещаващ се в Главната квартира на НАТО в Брюксел. През 2012 г. изкарва два курса за висши офицери в Училище на Главната квартира на НАТО в Оберамергау, Германия и в Колеж по отбраната на НАТО в Рим, Италия.
С указ № 85 от 26 април 2013 г. е назначен на длъжността директор на дирекция „Сътрудничество и регионална сигурност“ в Международния военен секретариат на НАТО в Брюксел, Белгия, считано от 16 юли 2013 г. и удостоен с висше офицерско звание контраадмирал. С указ № 60 от 22 март 2016 г. е освободен от длъжността директор на дирекция „Сътрудничество и регионална сигурност“ в Международния военен секретариат на НАТО в Брюксел, Белгия, назначен на длъжността „заместник-началник на отбраната“ и удостоен с висше офицерско звание вицеадмирал, считано от 16 юли 2016 г.
С указ от 16 януари 2017 г. е назначен за временно изпълняващ задълженията на вакантната длъжност началник на отбраната в Щаб на отбраната , като е на тази длъжност от 19 януари до 8 март 2017 година. След това отново е заместник-началник на отбраната.
От 27 февруари 2020 г. е временно изпълняващ длъжността началник на отбраната. На 30 март 2020 г. с указ № 75 е освободен от длъжността заместник-началник на отбраната, назначен за началник на отбраната и удостоен с висше офицерско звание адмирал.
На 19 декември 2023 г. с указ № 230 е отново  назначен за началник на отбраната, считано от 31 март 2024 г. 
(До 16 юни 2000 г четиризвездното звание адмирал се е наричало „адмирал на флота“ и никой българин след 1878 г. не е бил удостояван с това звание, еквивалентно на четиризвездното звание генерал (до 2000 г. наричано „армейски генерал“), предишните 11 носители на четиризвездното висше звание са били от Сухопътни войски и Военновъздушните сили, след 1944 г.)
Владее английски език по STANAG 6001 на ниво 4-4-4-4 и руски език на ниво 3-3-3-3.

## Военни звания
- Лейтенант (1 септември 1984)
- Старши лейтенант (1987)
- Капитан-лейтенант (1991)
- Капитан III ранг (1996)
- Капитан II ранг (1999)
- Капитан I ранг (2003)
- Комодор (30 юни 2009)
- Контраадмирал (16 юли 2013)
- Вицеадмирал (16 юли 2016)
- Адмирал (30 март 2020)